# Charles Stewart (1778-1869)

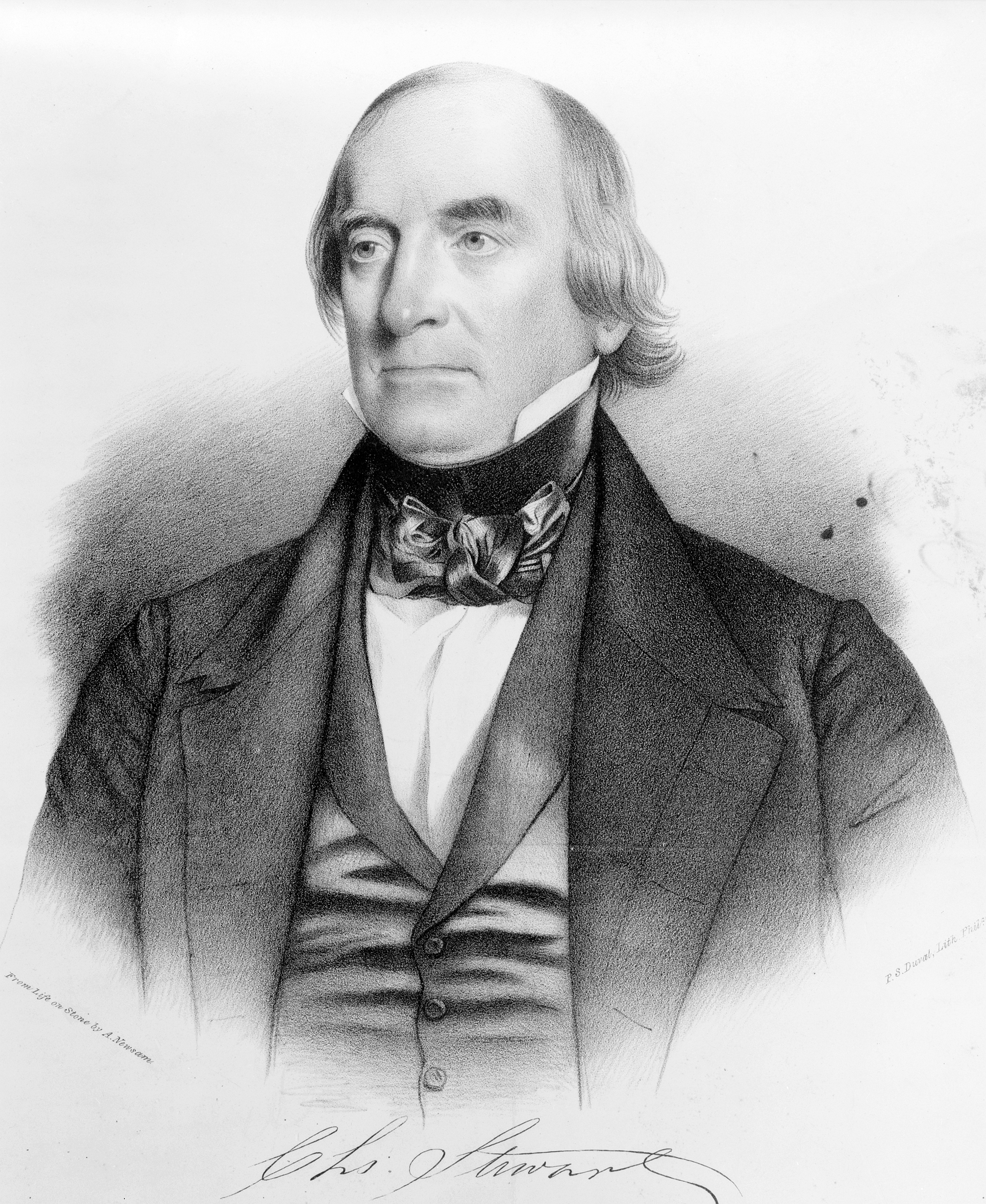
Charles Stewart

Charles Stewart (Philadelphia (Pennsylvania), 28 juli 1778 - Bordentown (New Jersey), 6 november 1869) was een officier in de Amerikaanse marine.
Hij was actief in verschillende oorlogen waaronder de Quasi-Oorlog met Frankrijk, de Eerste Barbarijse Oorlog en de Oorlog van 1812.

## Levensloop
Charles Stewart werd geboren in Philadelphia en ging naar zee toen hij 13 jaar was. Hij begon als kajuitjongen en verkreeg al gauw de rang van "master" (meester) op een koopvaardijschip.
Hij groeide op met kapitein Stephen Decatur en Richard Rush.
Op 9 maart 1798, gedurende de Quasi-Oorlog met Frankrijk, werd de jonge Stewart aangesteld als luitenant bij de United States Navy. Hij nam vervolgens deel aan een tocht naar West-Indië op het fregat "USS United States".
Op 16 juli 1800 kreeg Stewart het bevel over de schoener "USS Experiment" en weldra veroverde hij twee bewapende Franse schepen en bevrijdde verscheidene Amerikaanse schepen uit Franse handen.

### Barbarijse Oorlog
Na een kortstondig bevel over de "USS Chesapeake" in 1801 en actieve dienst op de "USS Constellation" in 1802, voer Stewart als gezagvoerder op de brik "USS Syren" naar de Middellandse Zee.
Daar nam hij deel aan de vernietiging van de "USS Philadelphia", nadat ze was veroverd door de Barbarijse piraten van Tripoli. Het fregat was aan de grond gelopen en had zich niet op tijd kunnen losmaken door het geringe getijdenverschil van de Middellandse Zee.
Stewart hielp mee met de handhaving van de vlootblokkade van Tripoli en onderscheidde zichzelf met aanvallen tegen de Barbarijse vijand in augustus en september 1804. Op 4 september sneuvelde zijn vriend Richard Somers tijdens een gewaagde onderneming.
Na de Eerste Barbarijse Oorlog nam hij deel aan de vlootparade bij Tunis en keerde daarna, bevorderd tot kapitein, huiswaarts in 1806.

### Oorlog van 1812
Na het uitbreken van de Oorlog van 1812 kreeg Stewart het bevel over achtereenvolgens de "USS Argus", "USS Hornet" en de "USS Constellation".
Nadat de "USS Constellation" in Norfolk, Virginia werd ingesloten door de Britten, nam hij in 1813 in Boston het bevel over van de "USS Constitution". Met dit schip maakte hij tussen 1813 en 1815 twee geslaagde tochten. Het fregat veroverde op 20 februari 1815 de Britse "HMS Cyane" en "HMS Levant".

### Latere carrière
In Stewarts latere actieve dienstjaren had hij onder andere het commando over het Amerikaanse Middellandse Zeevlooteskader van 1816 tot 1820, en over een eskader in de Grote Oceaan van 1820 tot 1824.
Stewart diende daarna van 1830 tot 1832 als Bevoorradingscommissaris. Van 1838 tot 1841 had hij de leiding over de Marinewerf van Philadelphia en nadien nogmaals in 1846 en van 1854 tot 1861. Bij wet van 2 maart 1859 benoemde het Congres Charles Stewart tot "Senior Flag Officier", een officiële functie die speciaal voor hem in het leven was geroepen als erkenning voor zijn voortreffelijke en verdienstelijke diensten. Bij zijn pensionering op 16 juli 1862 werd op 84-jarige leeftijd, bevorderd tot schout-bij-nacht. Charles Stewart stierf in de leeftijd van 91 jaar in Bordentown, New Jersey, op 6 november 1869.

## Familie en nazaten
- Verscheidene neven dienden in de U.S.Navy, onder wie Commodore Charles Stewart McCauley.

- Zijn kleinzoon, Charles Stewart Parnell (1846-1891), was een vooraanstaand Iers politiek leider. Hij was lid van de Home Rule League waarvan hij tot aan zijn vroegtijdige dood in 1891 de leider was. Zijn partij, later de Ierse Partij genoemd, streefde naar Iers zelfbestuur, zonder de banden met Engeland te verbreken.

## Boeken
- Smethurst, David. Tripoli: The United States' First War On Terror. New York: Presidio Press, 2007. ISBN 0-89141-859-8.